# 尤肖虎
尤肖虎（1962年8月—），男，山东济宁人，中国通信技术专家，东南大学移动通信国家重点实验室主任、博士生导师，中国科学院院士，长江学者计划特聘教授，国家级有突出贡献的中青年专家，国家教委跨世纪青年专家首批入选者，江苏省青年科学家奖及全国五一劳动奖章获得者。现任IEEE南京分部主席。

## 生平
尤肖虎1988年毕业于东南大学信号电路与系统专业，获博士学位。2011年当选为IEEE Fellow。“十五”期间担任国家八六三计划未来移动通信总体专家组组长，国家自然科学基金未来移动通信重大项目首席专家，“十一五”起担任国家新一代宽带无线移动通信网科技重大专项副总师，“十二五”期间担任国家863计划5G重大项目专家组组长、宽带网重点科技专项专家组组长。2023年11月当选中国科学院院士。

## 学术研究
尤肖虎主要从事无线与移动通信系统、现代数字信号处理等方面的研究，先后承担国家八六三、科技攻关、国家自然科学基金10多项项目，参与完成了中国第一个GSM、CDMA、第三代及第四代移动通信系统开发。在IEEE Trans等各类国际权威杂志上发表论文60余篇，出版专著2本。

## 荣誉
尤肖虎1998年获国家杰出青年基金资助，2011年尤肖虎及其团队承担的“宽带移动通信容量逼近传输技术及产业化应用”项目获国家技术发明奖一等奖，获2014年度陈嘉庚科学奖。